# 第四解剖室
『第四解剖室』（だいよんかいぼうしつ）は、スティーヴン・キングの短編小説。日本語版は本作を表題作とした短編集に収められた。

## 短編『第四解剖室』
短編『第四解剖室』（en:Autopsy Room Four）は、現代を舞台にエドガー・アラン・ポーの名作『早すぎた埋葬』をほぼ忠実に踏襲している。初出は1100部のみ出版された短編集『six stories(1997)』である。日本語訳の初出はロバート・ブロックの編による『サイコ ホラー・アンソロジー』（1998年、祥伝社、ISBN 4-396-32661-0）（Robert Bloch's Psychos (1997)）である。

### あらすじ
ハワード・コットレルは、同僚から「征服王」と称されることもある有能な証券マン。ある日のゴルフ中、ハワードは突然倒れてしまう。ストレッチャーの上で意識を取り戻すが、声は出ないし、体も動かない。運ばれた先は第四解剖室。どうやら自分は死んだと思われているらしい。生存の証を立てようと必死の彼をよそに、新米の医者とその先輩らしき女医は、楽しげに解剖準備を進めている。果たしてハワードの運命は……?

## 短編集『第四解剖室』
短編集『第四解剖室』はスティーヴン・キングが2002年に発表した短編集『en:Everything's Eventual: 14 Dark Tales』（2002年）から序文を含む7編の日本語訳を収録したものである。

### 収録作品
- 序文:うしなわれた（も同然の）技術を実践していくことについて - Introduction : Practicing the (Almost) Lost Art (2001) 訳:白石朗
- 第四解剖室 - Autopsy Room Four (1997) 訳:白石朗
- 黒いスーツの男 - The Man in the Black Suit (1994) 訳:池田真紀子
- 愛するものはぜんぶさらいとられる - All That You Love Will Be Carried Away (2001) 訳:浅倉久志
- ジャック・ハミルトンの死 - The Death of Jack Hamilton (2001) 訳:浅倉久志
- 死の部屋にて - In the Deathroom (1999) 訳:白石朗
- エルーリアの修道女 - The Little Sisters of Eluria (1999) 訳:風間賢二

### 備考
- 原著ではトランプ（13枚のスペードとジョーカー）と、採番された収録作品のリストを用いて掲載順序を決定したというエピソードがある。日本では慣行どおりに分冊形式で出版されているが、原作の収録順序は崩されていない。ただし、契約上の理由で原書の13番目に相当する『ライディング・ザ・ブレット』は収録されていない。
- 『エルーリアの修道女』は『暗黒の塔』シリーズのいわば外伝である。この作品はローランドがウォルターの痕跡を探し回っている時期（第一巻：ガンスリンガーの前）のエピソードである。

### 出版情報
- 第四解剖室 （新潮文庫）

発行所：新潮社
発行日：2004年6月
ISBN 4-10-219335-9